# Geraldo Roca
Geraldo Roca, nascido Geraldo de Almeida Roca (Rio de Janeiro, 9 de junho de 1954 — Campo Grande, 25 de dezembro de 2015), foi um cantautor brasileiro, considerado um dos principais compositores da musica regional do estado do Mato Grosso do Sul.
No início da década de 1970, Geraldo Roca compôs, junto a Paulo Simões, a canção Trem do Pantanal, popularizada na voz de Almir Sater. Esta é considerada hino da "moderna música popular urbana" do Mato Grosso do Sul, tendo sido eleita no ano de 2002, por concurso popular, como a música símbolo do estado.
Ao longo de sua carreira, lançou três albúns: Geraldo Roca (1988), Litoral central (1997) e Veneno light (2003). Participou, ainda, da coletânea GerAções (2006).
É considerado um dos percursores do estilo musical polka-rock.
Teve como grande referência o artista plástico Humberto Espíndola e trabalhou junto a artistas da chamada Geração Prata da Casa da música sul-mato-grossense, como os irmãos Espíndola,  Geraldo, Tetê, Alzira e Gilson. Inspirou o trabalho de músicos mais jovens, como as bandas Filhos dos Livres e o Bando do Velho Jack.
Geraldo Roca foi criador da expressão Litoral Central para se referir à música e à cultura de raízes platinas, do interior meridional do Brasil, a parte mais ao sul da região Centro-Oeste.
Carioca, nascido no Rio de Janeiro, mas de família sul-mato-grossense e tendo vivido a maior parte de sua vida no Mato Grosso do Sul, morreu na cidade de Campo Grande no ano de 2015, sob hipótese de suicídio. Deixou dois filhos e, ainda, canções inéditas.

## Trem do Pantanal
Com seu parceiro Paulo Simões, compôs a famosa música "Trem do Pantanal", hino não oficial do estado do Mato Grosso do Sul. Em 1975 os dois moravam no Rio de Janeiro mas viajavam para Santa Cruz de la Sierra, Bolívia, numa cabine dormitório do Trem do Pantanal da NOB que ia até Corumbá, e dalí embarcaram no chamado Trem da morte boliviano. Durante essa viagem tiveram a ideia de compor a canção, que não chamaram inicialmente "Trem do Pantanal", deram um titulo provisório de "Trilhos da Terra", mas com a fama mundial do Pantanal convenientemente o título definitivo ficou como "Trem do Pantanal". Só compuseram a primeira estrofe nessa viagem, em meia hora de trabalho, conforme várias entrevistas que Roca deu a Internet. O ambiente da viagem, a angústia da fuga da Ditadura, os induziu a compor essa canção, conforme as próprias palavras de Roca em entrevistas, as referências a "mais um fugitivo da guerra" na música são porque Paulinho fugia dos militares do Golpe de Estado de 1964, que tinham atacado a célula do PCB no Rio de janeiro a qual Paulinho frequentava em 1975 - apesar de tão jovem, na época os dois eram adolescentes com aproximadamente 17 anos. Nessa época nem faziam shows nem eram famosos, só tocavam em casa  e com amigos, mas a partir de 1976 começaram a lutar por sua divulgação, por shows, etc. No inicio não tiveram sucesso com a música mas nas últimas décadas, com a gravação de Almir Sater e muitos outros cantores, ficaram surpreendidos com a repercussão da música.
No inicio de suas carreiras se apresentaram num festival no Mato Grosso do Sul, com a música "Trem do Pantanal", mas ela foi desclassificada porque foi acusada de subversiva pelas palavras "mais um fugitivo da guerra", que se referiam a "fugitivo da Ditadura", segundo o entendimento dos jurados. Eles só souberam do motivo da desclassificação muitos anos depois pois a referencia à Ditadura Militar era bem velada.
Geraldo e Paulinho seguiram em carreiras solo, apesar da dupla do inicio.
Roca calculou, em 2014, que suas composições foram gravadas 100 vezes, entre cantores, orquestras e bandas.[carece de fontes?]
Roca é um dos compositores mais gravados e influentes do Mato Grosso do Sul, autor também de "Uma pra estrada", "Polca outra vez", "Japonês tem três filhas", "Mochileira", entre outras.
Ele mistura em suas composições ritmos regionais e elementos da música folk e do rock, com uma lírica realista própria, onde mistura elementos beatniks, tropicalistas, e com traços até dadaísta, tudo numa tonalidade de cores regionais.
Roca é carioca de nascimento mas sua familia tem fazendas no Mato Grosso do Sul, daí sua ligação com a região. Em 1988 mudou-se do Rio para a capital do Mato Grosso do Sul, devido ao sucesso desta musica.[carece de fontes?]
Morreu em 25 de dezembro de 2015, em sua casa, com um tiro na cabeça.

## Discografia

#### LP
- Geraldo Roca (1988)[3]

#### Albuns
- Litoral central (1997)
- Veneno light (2003)

#### Participação
- GerAção (2006)
- Música & Sons (2012)[7]